# Ragazzo
Ragazzo é uma rede brasileira de fast food que serve comida italiana, pertencente ao mesmo grupo do empresário e dono do Habib's, o empresário luso-brasileiro Antônio Alberto Saraiva, do grupo AlSaraiva, que além de ambas as redes de Fast Food, detém a Promilat (lacticínios), a Ice Lips (sorvetes), a Vox Line (centro de atendimento), PPM Vector 7 (imobiliária) e Franconsult (franquias), no qual atende-se exclusivamente a ambas redes de fast food como construtor e fornecedor do franchise das mesmas redes. O Ragazzo é um restaurante que contém a mesma estrutura do Habib's, e serve coxinhas, massas, lasanhas, pizzas e um couvert, um prato de entrada, que é servido com molhos, verduras e acompanhamentos (pão), que só são pagos quando se começa a consumir, além de ter as mesmas formas de obtenção de comida (drive-thru, viagem e delivery).

## História
O Ragazzo surgiu em São Caetano do Sul em 1991, como um conceito de restaurante e projeto do empresário Alberto Saraiva, no qual é uma das pioneiras redes de fast-food italiano no Brasil, que ao contrário do Habib's, não atingiu a mesma popularidade, sendo disponível atualmente em seis estados - Goiás, Amazonas, Paraná, Santa Catarina, São Paulo e Rio de Janeiro, este com o número maior de lojas.

## Fornecimento
O Ragazzo tem seu próprio centro de fornecimento, com 7.000 m², no qual além de construir em ruas, passaram a construir em shoppings.

## Ragazzo Express
Diferente do formato de restaurante familiar, este tipo de franquia especializa-se em quiosques, com área de 9m², idealizado em 2014, só que a diferença será a ausência de mesas. Assim, em ambos os formatos, esperam-se abrir cerca de mil unidades até 2024, em relação às 50 unidades existentes no formato atual.

## Plano de Expansão
Em 2015, o Grupo Habib's contratou Sérgio Iunis, executivo formado em economia com mais de 25 anos de experiência para expandir as marcas Habib's e Ragazzo rumo a novos mercados, principalmente em cidades médias, com o objetivo de consolidar as marcas em todo o país, por meio de um minucioso estudo para enxergar as necessidades e a natureza. Além disso, há mais pessoas contratadas para alavancar o domínio da empresa, porque mesmo com a crise, o setor de franquias de alimentação previu crescer 10% no mesmo ano, por fornecer produtos indispensáveis à população.